# كم أنت حزين أيها الحب (فلم)
كم أنت حزين أيها الحب  فيلم دراما للمخرج عبد المنعم شكري عام 1980، كتب القصة والسيناريو والحوار فراج إسماعيل. الفيلم من بطولة ميرفت أمين، محمد سلطان، شكري سرحان، إيمان، أحمد بدير، ويوسف فخر الدين  وتدور الأحداث حول عيسى عبد الغفار الشاب الطموح الذي ينجح بتفوقه في عمله أن يصبح شريكاً بنصيب ربع المصنع الذي يعمل به، ولكن الأمور تأخذ مسار آخر بعد موت صاحب المصنع.
صدر الفيلم إلى دور العرض المصرية في يناير 1980.
منح موقع قاعدة بيانات الأفلام العربية «السينما.كوم» الفيلم درجة 5.2/ 10.

## طاقم التمثيل
ميرفت أمين: في دور سميرة فؤاد
محمد سلطان: في دور المهندس حسين
شكري سرحان: في دور عيسى عبد الغفار (عيسى الهباش)
إيمان: في دور شريفة هانم
أحمد بدير: في دور عبد المعطي
يوسف فخر الدين: في دور توفيق النمر
إبراهيم الشرقاوي: في دور محمد الوزان (محمد زيطه)
إيمان ذو الفقار: في دور هدى فؤاد
فيفي يوسف: في دور أم سميرة
إحسان شريف: في دور زينب هانم
عبد المنعم عاكف: في دور سماحه
توفيق الكردي: في دور المحامي
بالاشتراك مع: محمد خيري – مطاوع عويس 

## أحداث الفيلم
يعمل عيسى عبد الغفار (شكري سرحان)، الشهير بعيسى الهباش، تاجر شنطة حيث يقوم بتهريب البضائع القادمة من الكويت من الجمرك، دون دفع رسوم الجمرك، يشاركه زملائه محمد زيطة (إبراهيم الشرقاوي) وسماحة (عبد المنعم عاكف). ومع إفتتاح المنطقة الحرة في بور سعيد، قام الثلاثة بنقل نشاطهم إلى هناك. يستمر عيسى في أعمال تجارية، ويكون ثروة، ويصبح من رجال الأعمال، وينقل نشاطه مرة أخرى إلى الإسكندرية ليبتعد عن تاريخه السابق. يصبح عيسى من رجال الأعمال الكبار، ويفتتح مصنعا كبيرا، ويضطر لاقتراض مليون جنيه من زملائه في بور سعيد، ولكنه يتعرض لخسائر كبيرة، ويصبح على وشك إشهار إفلاسه. يتقدم أحد رجال الأعمال ويسدد ديونه ويمنحه ربع المصنع، ويعينه مديرا عاما، ويصمم عيسى على استعادة مصنعه، ويتفرغ تماما للعمل. يقرر عيسى إقامة مشروع جديد ولكن رجل الأعمال، صاحب النصيب الأكبر من المصنع، يموت قبل التوقيع بالموافقة. ترث المصنع الزوجة، زينب هانم (إحسان شريف)، التي تعيش معها ربيبتها شريفة هانم (إيمان سركيس)، والتي كانت على علاقة عاطفية مع عيسى. كان عيسى لا يقيم وزنا لتلك العلاقة، فهو يرى أن الحب نوع من الضعف، فقد كان والده يحب والدته، مما جعله دائما ضعيفا أمامها، وكان عيسى يرى أن الدنيا غابة، لابد أن تكون فيها قويا حتى لا تؤكل، وكان مبدأه أن يأخذ كل شئ، أو يترك كل شئ. تتقدم سميرة فؤاد (ميرفت أمين) للعمل سكرتيره لعيسى بترشيح من أحد معارفه، ويوافق عليها ويعجب بعملها وجهدها، ويعاملها برفق، ومن ناحية أخرى تعجب سميره بشخصية عيسى وتتمنى لو يكون لها زوجا.
تصادق سميره مهندس المصنع المجتهد حسين (محمد سلطان) والذي يحبها بصدق، ويظن من معاملتها الحسنة وتوافقهما في الطباع والأفكار أنها تبادله نفس الشعور. يطلب عيسى من سميرة عدم الخروج مع المهندس حسين، حفاظا على سمعتها، وترحب بنصيحته. يمرض عيسى، وفي المستشفى تقف سميرة على باب حجرته وتمنع شريفة من الدخول، والتي تطلب من عيسى بعد شفائه، إبعاد سميرة عن المصنع. يعلن عيسى خطبته لسميرة، التي تعود لمنزلها غير مصدقة حظها السعيد، وتجد حسين في زيارتهم جالسا مع شقيقتها هدى (إيمان ذو الفقار) ووالدتها (فيفي يوسف) ولكنه يلتزم الصمت عندما يعلم بخطبتها لعيسى. تصاب شريفة بصدمة كبيرة، وتفكر كيف لعيسى أن يتركها ويتزوج من الفقيرة سميرة. تقيم شريفة علاقة مع حسين، بينما تكتشف سميرة أنها تزوجت من عيسى على الورق، فهو ليس لديه متسع من الوقت للتفكير في أي شئ سوى تحقيق حلمه، لتحقيق ذاته، والمحافظة على سلطته وكبريائه، رغم أنه يحب سميرة بصدق. تصارح سميرة شقيقتها هدى وصديقها حسين بما تعانيه، ويخبرها حسين أن عيسى يحارب في عدة جبهات، وقد تسرع في الزواج قبل أن ينتهى من معاركه، وأن شريفة وأعوانها سيحاربون سميرة حتى يبعدوها عن عيسى. تتعاطف زينب هانم مع ربيبتها شريفة، وترفض الدخول شريك في المصنع الجديد، وتزيد في عداوتها لعيسى بأن تتنازل عن حصتها لصالح شريفة. تطلب شريفه عيسى، وعندما يذهب اليها مضطرا، تخلع سميرة خاتم زواجها، وتهجر البيت، بينما تعرض شريفة على عيسى نصيبها في المصنع، مقابل أن يطلق زوجته سميرة، ويتزوجها ليرد لها اعتبارها أمام الناس، ويتأكد عيسى أنه فقد كل شيء، المصنع، والسلطة، والمال، والحب، ويخرج تائها مسلوب الإرادة في خطوات إلى المجهول، لا يدرى إلى أين تقوده خطاه.

## وصلات خارجية
- مقالات تستعمل روابط فنية بلا صلة مع ويكي بيانات
- كم أنت حزين أيها الحب على موقع الدهليز
- كم أنت حزين أيها الحب على موقع كاروهات